# Discografia degli Whitesnake
La seguente è la discografia degli Whitesnake, gruppo musicale britannico in attività dal 1977.

## Album

### Album in studio
| Anno                                                                          | Titolo | Classifiche | Classifiche | Classifiche | Classifiche | Classifiche | Classifiche | Classifiche | Classifiche | Classifiche | Classifiche | Classifiche | Classifiche | Classifiche | Classifiche | Classifiche | Certificazioni                                                                                   |
| Anno                                                                          | Titolo | UK          | AUS         | AUT         | CAN         | DNK         | FIN         | GER         | JPN         | ITA         | NLD         | NOR         | NZL         | SWE         | SWI         | US          | Certificazioni                                                                                   |
| ----------------------------------------------------------------------------- | --- | ----------- | ----------- | ----------- | ----------- | ----------- | ----------- | ----------- | ----------- | ----------- | ----------- | ----------- | ----------- | ----------- | ----------- | ----------- | ------------------------------------------------------------------------------------------------ |
| 1978                                                                          | Trouble - Pubblicazione: ottobre 1978 - Etichetta: EMI - Formati: LP, CD, MC                                         | 50          | —           | —           | —           | —           | —           | —           | —           | —           | —           | —           | —           | —           | —           | —           |                                                                                                  |
| 1979                                                                          | Lovehunter - Pubblicazione: ottobre 1979 - Etichetta: EMI - Formati: LP, CD, MC                                      | 29          | —           | —           | —           | —           | —           | —           | —           | —           | —           | —           | —           | —           | —           | —           |                                                                                                  |
| 1980                                                                          | Ready an' Willing - Pubblicazione: 31 maggio 1980 - Etichetta: EMI - Formati: LP, CD, MC                             | 6           | —           | —           | —           | —           | —           | —           | —           | —           | —           | 32          | —           | —           | —           | 90          | - UK: Oro                                                                                        |
| 1981                                                                          | Come an' Get It - Pubblicazione: 11 aprile 1981 - Etichetta: EMI - Formati: LP, CD, MC                               | 2           | —           | —           | —           | —           | 3           | 20          | 41          | —           | —           | 26          | —           | 24          | —           | 151         | - UK: Oro                                                                                        |
| 1982                                                                          | Saints & Sinners - Pubblicazione: 20 novembre 1982 - Etichetta: EMI - Formati: LP, CD, MC                            | 9           | 65          | 14          | —           | —           | 7           | 28          | 42          | —           | —           | —           | 41          | 45          | —           | —           | - UK: Argento                                                                                    |
| 1984                                                                          | Slide It In - Pubblicazione: gennaio 1984 - Etichetta: EMI, Geffen Records - Formati: LP, CD, MC                     | 9           | —           | —           | —           | —           | 4           | 14          | 24          | —           | —           | 11          | 46          | 12          | 12          | 42          | - SWE: Oro - US: 2× Platino                                                                      |
| 1987                                                                          | Whitesnake - Pubblicazione: 7 aprile 1987 - Etichetta: EMI, Geffen Records - Formati: CD, LP, MC                     | 8           | 23          | 25          | 5           | —           | 3           | 13          | 19          | —           | 27          | 10          | 2           | 8           | 10          | 2           | - CAN: 5× Platino - GER: Oro - NZL: Platino - SWE: Oro - SWI: Oro - UK: Platino - US: 8× Platino |
| 1989                                                                          | Slip of the Tongue - Pubblicazione: 18 novembre 1989 - Etichetta: EMI, Geffen Records - Formati: CD, LP, MC          | 10          | 39          | 29          | 18          | —           | 2           | 19          | 12          | —           | 43          | 9           | 35          | 11          | 11          | 10          | - JPN: Oro - UK: Oro - US: Platino                                                               |
| 1997                                                                          | Restless Heart - Pubblicazione: 26 marzo 1997 - Etichetta: EMI - Formati: CD, MC                                     | 34          | —           | 45          | —           | —           | 7           | 26          | 10          | —           | 65          | 35          | —           | 5           | 23          | —           |                                                                                                  |
| 2008                                                                          | Good to Be Bad - Pubblicazione: 21 aprile 2008 - Etichetta: SPV GmbH - Formati: CD, LP, download digitale            | 7           | —           | 11          | 23          | 18          | 5           | 6           | 12          | 57          | 33          | 5           | —           | 10          | 15          | 62          |                                                                                                  |
| 2011                                                                          | Forevermore - Pubblicazione: 9 marzo 2011 - Etichetta: Frontiers Records - Formati: CD, LP, download digitale        | 33          | —           | 27          | —           | —           | 11          | 16          | 18          | 41          | 42          | 16          | —           | 6           | 17          | 49          |                                                                                                  |
| 2015                                                                          | The Purple Album - Pubblicazione: 29 aprile 2015 - Etichetta: Frontiers Records - Formati: CD, LP, download digitale | 18          | —           | 28          | —           | —           | 2           | 13          | 8           | 91          | 24          | 32          | —           | 17          | 11          | 87          |                                                                                                  |
| "—" indica una pubblicazione non classificata o non pubblicata in quel Paese. | |             |             |             |             |             |             |             |             |             |             |             |             |             |             |             |                                                                                                  |

### Album dal vivo
| Anno                                                                          | Titolo | Classifiche | Classifiche | Classifiche | Classifiche | Classifiche | Classifiche | Classifiche | Classifiche | Certificazioni |
| Anno                                                                          | Titolo | UK          | AUT         | GER         | JPN         | ITA         | SWE         | SWI         | US          | Certificazioni |
| ----------------------------------------------------------------------------- | --- | ----------- | ----------- | ----------- | ----------- | ----------- | ----------- | ----------- | ----------- | -------------- |
| 1980                                                                          | Live...In the Heart of the City - Pubblicazione: 3 novembre 1980 - Etichetta: EMI - Formati: LP, CD, MC                         | 5           | —           | 56          | 53          | —           | —           | —           | 146         | - UK: Platino  |
| 1997                                                                          | Starkers in Tokyo - Pubblicazione: 9 settembre 1997 - Etichetta: EMI - Formati: CD, MC                                          | —           | —           | —           | 16          | —           | —           | —           | —           |                |
| 2006                                                                          | Live... In the Shadow of the Blues - Pubblicazione: 24 novembre 2006 - Etichetta: SPV GmbH - Formati: CD                        | —           | 64          | 82          | 64          | —           | —           | —           | —           |                |
| 2011                                                                          | Live at Donington 1990 - Pubblicazione: 4 luglio 2011 - Etichetta: Frontiers Records - Formati: CD, download digitale           | 81          | —           | 32          | —           | 85          | —           | —           | —           |                |
| 2013                                                                          | Made in Japan - Pubblicazione: 9 aprile 2013 - Etichetta: Frontiers Records - Formati: CD, download digitale                    | 67          | 54          | 26          | —           | —           | 99          | —           | —           |                |
| 2013                                                                          | Made in Britain/The World Record - Pubblicazione: 5 luglio 2013 - Etichetta: Frontiers Records - Formati: CD, download digitale | —           | —           | 57          | 59          | —           | —           | —           | —           |                |
| 2014                                                                          | Live in '84: Back to the Bone - Pubblicazione: 7 novembre 2014 - Etichetta: Frontiers Records - Formati: CD, download digitale  | —           | —           | 98          | —           | —           | —           | —           | —           |                |
| 2018                                                                          | The Purple Tour - Pubblicazione: 19 gennaio 2018 - Etichetta: Rhino Entertainment - Formati: CD, LP, download digitale          | 60          | 19          | 17          | 32          | —           | 39          | 31          | —           |                |
| 2018                                                                          | Unzipped - Pubblicazione: 19 ottobre 2018 - Etichetta: Rhino Entertainment - Formati: 5-CD+DVD Box Set                          | —           | —           | 36          | 59          | —           | —           | 48          | —           |                |
| "—" indica una pubblicazione non classificata o non pubblicata in quel Paese. | |             |             |             |             |             |             |             |             |                |

### Raccolte
| Anno                                                                          | Titolo | Classifiche | Classifiche | Classifiche | Classifiche | Classifiche | Classifiche | Classifiche | Classifiche | Classifiche | Certificazioni                                |
| Anno                                                                          | Titolo | UK          | AUS         | FIN         | GER         | JPN         | NOR         | SWE         | SWI         | US          | Certificazioni                                |
| ----------------------------------------------------------------------------- | --- | ----------- | ----------- | ----------- | ----------- | ----------- | ----------- | ----------- | ----------- | ----------- | --------------------------------------------- |
| 1994                                                                          | Whitesnake's Greatest Hits - Pubblicazione: 9 luglio 1994 - Etichetta: EMI - Formati: CD, LP, MC                                                   | 4           | 34          | 6           | 51          | 26          | —           | 17          | 12          | 161         | - FIN: Oro - JPN: Oro - UK: Oro - US: Platino |
| 2000                                                                          | 20th Century Masters - The Millennium Collection: The Best of Whitesnake - Pubblicazione: 27 giugno 2000 - Etichetta: Geffen Records - Formati: CD | —           | —           | —           | —           | —           | —           | —           | —           | 194         | - US: Oro                                     |
| 2003                                                                          | Best of Whitesnake - Pubblicazione: 24 marzo 2003 - Etichetta: EMI - Formati: CD, MC                                                               | 44          | —           | 4           | 83          | —           | 23          | 31          | —           | —           | - UK: Oro                                     |
| 2004                                                                          | The Early Years - Pubblicazione: 10 febbraio 2004 - Etichetta: EMI - Formati: CD                                                                   | —           | —           | —           | —           | —           | —           | —           | —           | —           |                                               |
| 2006                                                                          | The Definitive Collection - Pubblicazione: 7 febbraio 2006 - Etichetta: Geffen Records - Formati: CD                                               | —           | —           | —           | —           | —           | —           | —           | —           | —           |                                               |
| 2008                                                                          | 30th Anniversary Collection - Pubblicazione: 13 giugno 2008 - Etichetta: EMI - Formati: CD                                                         | 38          | —           | —           | —           | —           | —           | —           | —           | —           |                                               |
| "—" indica una pubblicazione non classificata o non pubblicata in quel Paese. | |             |             |             |             |             |             |             |             |             |                                               |

## Extended play
| Anno                                                                          | Titolo                                                                          | Classifiche | Classifiche | Classifiche |
| Anno                                                                          | Titolo                                                                          | UK          | JPN         | US          |
| ----------------------------------------------------------------------------- | ------------------------------------------------------------------------------- | ----------- | ----------- | ----------- |
| 1978                                                                          | Snakebite - Pubblicazione: giugno 1978 - Etichetta: EMI - Formati: 12"          | 61          | —           | —           |
| 1980                                                                          | Live at Hammersmith - Pubblicazione: marzo 1980 - Etichetta: EMI - Formati: 12" | —           | —           | —           |
| 1987                                                                          | 1987 Versions - Pubblicazione: 1987 - Etichetta: CBS/Sony - Formati: 12"        | —           | —           | —           |
| "—" indica una pubblicazione non classificata o non pubblicata in quel Paese. |                                                                                 |             |             |             |

## Singoli
| 1978                                                                          | Lie Down (A Modern Love Song)          | —  | —  | —  | —  | —  | —  | —  | —  | —  | —  | —  | Trouble                            |
| 1978                                                                          | The Time Is Right for Love             | —  | —  | —  | —  | —  | —  | —  | —  | —  | —  | —  | Trouble                            |
| 1978                                                                          | Day Tripper                            | —  | —  | —  | —  | —  | —  | —  | —  | —  | —  | —  | Trouble                            |
| 1979                                                                          | Long Way from Home                     | 55 | —  | —  | —  | —  | —  | —  | —  | —  | —  | —  | Lovehunter                         |
| 1980                                                                          | Fool for Your Loving                   | 13 | —  | —  | —  | —  | 11 | —  | —  | —  | —  | —  | Ready an' Willing                  |
| 1980                                                                          | Ready an' Willing                      | 43 | —  | —  | —  | —  | —  | —  | —  | —  | —  | —  | Ready an' Willing                  |
| 1980                                                                          | Sweet Talker                           | —  | —  | —  | —  | —  | —  | —  | —  | —  | —  | —  | Ready an' Willing                  |
| 1980                                                                          | Ain't No Love in the Heart of the City | 51 | —  | —  | —  | —  | —  | —  | —  | —  | —  | —  | Live...In the Heart of the City    |
| 1981                                                                          | Don't Break My Heart Again             | 17 | —  | —  | —  | —  | 17 | —  | —  | —  | —  | —  | Come an' Get It                    |
| 1981                                                                          | Would I Lie to You                     | 37 | —  | —  | —  | —  | —  | —  | —  | —  | —  | —  | Come an' Get It                    |
| 1982                                                                          | Here I Go Again                        | 34 | 53 | —  | —  | 51 | —  | —  | —  | —  | —  | —  | Saints & Sinners                   |
| 1982                                                                          | Victim of Love                         | —  | —  | —  | —  | —  | —  | —  | —  | —  | —  | —  | Saints & Sinners                   |
| 1982                                                                          | Bloody Luxury                          | —  | —  | —  | —  | —  | —  | —  | —  | —  | —  | —  | Saints & Sinners                   |
| 1983                                                                          | Guilty of Love                         | 31 | —  | —  | 14 | —  | —  | —  | —  | —  | —  | —  | Slide It In                        |
| 1984                                                                          | Give Me More Time                      | 29 | —  | —  | 13 | —  | 27 | —  | —  | —  | —  | —  | Slide It In                        |
| 1984                                                                          | Standing in the Shadow                 | 62 | —  | —  | —  | —  | —  | —  | —  | —  | —  | —  | Slide It In                        |
| 1984                                                                          | Love Ain't No Stranger                 | 44 | —  | —  | —  | —  | —  | —  | —  | —  | —  | 34 | Slide It In                        |
| 1984                                                                          | Slow an' Easy                          | —  | —  | —  | —  | —  | —  | —  | —  | —  | —  | —  | Slide It In                        |
| 1987                                                                          | Still of the Night                     | 16 | —  | —  | —  | —  | 23 | —  | —  | —  | 79 | 18 | Whitesnake                         |
| 1987                                                                          | Crying in the Rain '87                 | —  | —  | —  | —  | —  | —  | —  | —  | —  | —  | —  | Whitesnake                         |
| 1987                                                                          | Is This Love                           | 9  | 12 | 11 | 16 | —  | 21 | 31 | —  | —  | 2  | 13 | Whitesnake                         |
| 1987                                                                          | Here I Go Again '87                    | 9  | 24 | 1  | —  | 29 | 7  | 6  | 17 | 34 | 1  | 4  | Whitesnake                         |
| 1988                                                                          | Give Me All Your Love                  | 18 | —  | —  | —  | —  | 10 | —  | —  | 49 | 48 | 22 | Whitesnake                         |
| 1989                                                                          | Fool For Your Loving '89               | 43 | 69 | 37 | —  | —  | —  | 19 | —  | 22 | 37 | 2  | Slip of the Tongue                 |
| 1990                                                                          | The Deeper the Love                    | 35 | —  | 36 | 15 | —  | 30 | —  | —  | —  | 28 | 4  | Slip of the Tongue                 |
| 1990                                                                          | Now You're Gone                        | 31 | —  | —  | 29 | —  | —  | —  | —  | —  | 96 | 15 | Slip of the Tongue                 |
| 1990                                                                          | Judgement Day                          | —  | —  | —  | —  | —  | —  | —  | —  | —  | —  | 32 | Slip of the Tongue                 |
| 1994                                                                          | Is This Love/Sweet Lady Luck           | 25 | —  | —  | —  | —  | —  | —  | —  | —  | —  | —  | Whitesnake's Greatest Hits         |
| 1997                                                                          | Too Many Tears                         | 46 | —  | —  | —  | —  | —  | —  | —  | —  | —  | —  | Restless Heart                     |
| 1997                                                                          | Don't Fade Away                        | —  | —  | —  | —  | —  | —  | —  | —  | —  | —  | —  | Restless Heart                     |
| 1998                                                                          | All in the Name of Love                | —  | —  | —  | —  | —  | —  | —  | —  | —  | —  | —  | Restless Heart                     |
| 2006                                                                          | All I Want Is You                      | —  | —  | —  | —  | —  | —  | —  | —  | —  | —  | —  | Live... In the Shadow of the Blues |
| 2008                                                                          | Lay Down Your Love                     | —  | —  | —  | —  | —  | —  | —  | —  | —  | —  | —  | Good to Be Bad                     |
| 2008                                                                          | All for Love                           | —  | —  | —  | —  | —  | —  | —  | —  | —  | —  | —  | Good to Be Bad                     |
| 2008                                                                          | Summer Rain                            | —  | —  | —  | —  | —  | —  | —  | —  | —  | —  | —  | Good to Be Bad                     |
| 2008                                                                          | Can You Hear the Wind Blow             | —  | —  | —  | —  | —  | —  | —  | —  | —  | —  | —  | Good to Be Bad                     |
| 2011                                                                          | Love Will Set You Free                 | —  | —  | —  | —  | —  | —  | —  | —  | —  | —  | —  | Forevermore                        |
| 2011                                                                          | One of These Days                      | —  | —  | —  | —  | —  | —  | —  | —  | —  | —  | —  | Forevermore                        |
| 2015                                                                          | Stormbringer                           | —  | —  | —  | —  | —  | —  | —  | —  | —  | —  | —  | The Purple Album                   |
| 2015                                                                          | Soldier of Fortune                     | —  | —  | —  | —  | —  | —  | —  | —  | —  | —  | —  | The Purple Album                   |
| "—" indica una pubblicazione non classificata o non pubblicata in quel Paese. |                                        |    |    |    |    |    |    |    |    |    |    |    |                                    |

## Videografia

### Album video
| Anno | Titolo                                                                                   | Certificazioni |
| ---- | ---------------------------------------------------------------------------------------- | -------------- |
| 1983 | Live at Donington 1983 (Whitesnake Commandos) - Etichetta: EMI - Formati: VHS, Laserdisc |                |
| 1984 | Fourplay - Etichetta: Picture Music International - Formati: VHS, Laserdisc              | - US: Oro      |
| 1987 | Trilogy - Etichetta: Geffen Records - Formati: VHS, Laserdisc                            | - US: Platino  |
| 1997 | Starkers in Tokyo - Etichetta: EMI - Formati: VHS, Laserdisc                             |                |
| 2006 | Live... In the Still of the Night - Etichetta: AFM Records - Format: DVD, DVD+CD         | - UK: Oro      |
| 2011 | Live at Donington 1990 - Etichetta: Frontiers Records - Formati: DVD/CD                  |                |
| 2013 | Made in Japan - Etichetta: Frontiers Records - Formati: BD/DVD/CD                        |                |
| 2014 | Live in '84: Back to the Bone - Etichetta: Frontiers Records - Formati: DVD/CD           |                |

### Video musicali
| Anno | Titolo                                 | Regista       |
| ---- | -------------------------------------- | ------------- |
| 1978 | Come On                                |               |
| 1978 | Day Tripper                            |               |
| 1978 | Bloody Mary                            |               |
| 1979 | Long Way from Home                     |               |
| 1980 | Fool for Your Loving                   |               |
| 1980 | Ain't No Love in the Heart of the City |               |
| 1981 | Don't Break My Heart Again             |               |
| 1981 | Would I Lie to You                     |               |
| 1982 | Here I Go Again                        |               |
| 1983 | Guilty of Love                         |               |
| 1984 | Love Ain't No Stranger                 |               |
| 1984 | Slow an' Easy                          |               |
| 1987 | Still of the Night                     | Marty Callner |
| 1987 | Here I Go Again '87                    | Marty Callner |
| 1987 | Is This Love                           | Marty Callner |
| 1988 | Give Me All Your Love                  | Marty Callner |
| 1989 | Fool for Your Loving '89               | Marty Callner |
| 1990 | The Deeper the Love                    | Marty Callner |
| 1990 | Now You're Gone                        | Wayne Isham   |
| 1997 | Too Many Tears                         |               |
| 1997 | Don't Fade Away                        |               |
| 2006 | Ready to Rock                          |               |
| 2008 | Lay Down Your Love                     |               |
| 2011 | Love Will Set You Free                 | Devin DeHaven |
| 2015 | Stormbringer                           |               |
| 2015 | Soldier of Fortune                     |               |